# 奥托·齐姆尔曼
奥托·齐姆尔曼（捷克語：Otto Cimrman，1925年5月1日—1988年6月11日），捷克前男子冰球运动员。他曾代表捷克斯洛伐克国家队参加1956年冬季奥林匹克运动会冰球比赛，获得第五名。